# 張光正
張光正（1946年3月10日—），山東省高唐縣人，父親是東海大學董事長张静愚。現任中原大學企業管理學系教授，曾任中原大學、明新科技大學校長、夏威夷大學院客座教授、實踐大學校長、財團法人商業發展研究院院長。

## 新聞動態
- 張光正在九十二年任職於私立實踐大學校長期間，針對之前教學大樓改建工程案，曾被明新科技大學控告疑洩漏底標予營造廠商，事後並配合追加工程款，涉嫌背信等罪，校方並指控，原本預定二、三億元的工程支出經費，卻被擴張至五、六億，變成近乎兩倍價格，張光正涉嫌與陳姓負責人勾串，由當時任職學校總務的張姓男子（已離職）製作假帳隻手遮天，還導致校產在他任內由存款七億變為負債七億，因此一併控告陳某及張某。[9] 士林地檢署偵查認定張光正、前明新科大總務長張瑞剛等3名校方高層、建築師及工程師等2人共5名被告涉案證據不足，均不起訴處分。檢方指出，縱使當時明新科技大學校長張光正、總務長張瑞剛、會計室主任劉其正等人決定預算及招標過程，或因便宜行事、或其他疏失，致違反明新科技大學相關行政規定，亦應屬行政懲罰，並無該校指稱的刑事責任。[10]

- 張光正曾痛批李遠哲，應該為自己的言論向社會大眾認錯道歉，不要像一隻縮頭烏龜。並直言中央研究院院長，不該跟政治沾邊。[11]

- 張光正曾對課綱微調爭議，召開記者會發表聯合聲明，譴責學生違法脫序行為。然社論卻以張校長等昧於事實，向權威屈服，如何為人師表為題，聯合其他五十二所大學發表聲明，希望私立大學校長多加省察，還給學生一個公道。[12]

- 張光正亦曾在107年的「大學校院教務、校務經營主管聯席會議」中反對教育部針對私立大學學費有最高上限的政策。張光正認為若不調漲大學學費上限，在人事、行政及物價皆漲的狀況下，教學品質將難以提升，台灣的大學將沒有競爭力。[13][14]
- 2021 年 02 月 07日 中原大學原任校長張光正以75歲屆齡退休後，中原大學董事會遴選通過副校長李英明接任校長，但李英明被迫帶職研究請假，董事會因張施壓又核定張光正任代理校長至新校長到任為止，此舉引起校內多位老師反彈。[15]教育部接到陳情，調查後發現根據「中原大學組織規程」第26條第4項規定，校長因故無法視事時，由副校長一人代理，副校長均不能時，則由教務長、學務長、總務長依序代理至校長恢復視事止，張光正並不在代理順位中，因此於2021 年 02 月 05日發函中原大學董事會要求釐清、改正。[16][17] 未料中原大學不予理會，仍讓張光正擔任代理校長職務，堅稱一切依法行事；對於中原大學此舉，教育部亦表示校方若沒釐清程序絕不核定中原大學新校長案。[18]